# 1945 في مصر
فيما يلي قوائم الأحداث التي وقعت خلال عام 1945 في مصر.

## سياسة

### انتهاء فترة المنصب
- 24 فبراير – أحمد ماهر باشا رئيس الوزراء المصري.

## أفلام
من الأفلام التي صدرت هذه السنة في مصر:
- 1 يناير – أحلاهم من إخراج إستفان روستي.
- 1 يناير – أميرة الأحلام من إخراج أحمد جلال.
- 1 يناير – البني آدم من إخراج نيازي مصطفى.
- 1 يناير – البيه المزيف من إخراج إبراهيم لاما.
- 1 يناير – الجنس اللطيف من إخراج أحمد كامل مرسي.
- 1 يناير – الحب الأول
- 1 يناير – الحظ السعيد من إخراج فؤاد الجزايرلي.
- 1 يناير – الحياة كفاح
- 1 يناير – الزلة الكبرى من إخراج إبراهيم عمارة.
- 1 يناير – الفنان العظيم من إخراج يوسف وهبي.
- 1 يناير – القرش الأبيض من إخراج إبراهيم عمارة.
- 1 يناير – بين نارين
- 1 يناير – تاكسي حنطور من إخراج أحمد بدرخان.
- 1 يناير – شهر العسل من إخراج أحمد بدرخان.
- 1 يناير – كازينو اللطافة
- 3 يناير – قبلة في لبنان من إخراج أحمد بدرخان.
- 4 يناير – القلب له واحد من إخراج هنري بركات.
- 15 يناير – الفلوس من إخراج إبراهيم عمارة.
- 1 فبراير – المظاهر من إخراج كمال سليم.
- 8 فبراير – ليلة الحظ
- 19 فبراير – سفير جهنم من إخراج يوسف وهبي.
- 5 مارس – الآنسة بوسة من إخراج نيازي مصطفى.
- 8 مارس – مدينة الغجر
- 15 مارس – رجاء
- 26 مارس – ليلة الجمعة من إخراج كمال سليم.
- 2 مايو – أحب البلدي من إخراج حسين فوزي.
- 11 مايو – ليلى بنت الفقراء من إخراج أنور وجدي.
- 14 مايو – الجيل الجديد من إخراج أحمد بدرخان.
- 23 يوليو – حسن وحسن من إخراج نيازي مصطفى.
- 20 أغسطس – قتلت ولدي
- 24 سبتمبر – أحلام الحب من إخراج فؤاد الجزايرلي.
- 30 سبتمبر – أول الشهر
- 19 نوفمبر – جمال ودلال من إخراج إستفان روستي.
- 3 ديسمبر – عنتر وعبلة من إخراج نيازي مصطفى.
- 3 ديسمبر – هذا جناه أبي من إخراج هنري بركات.
- 6 ديسمبر – السوق السوداء من إخراج كامل التلمساني.
- 17 ديسمبر – الصبر طيب من إخراج حسين فوزي.
- 24 ديسمبر – بنات الريف من إخراج يوسف وهبي.
- 24 ديسمبر – قلوب دامية من إخراج حسن عبد الوهاب.
- 31 ديسمبر – قصة غرام من إخراج كمال سليم.

## مواليد

### يناير
- 1 يناير – حسن مصطفى لاعب كرة يد مصري.

### مارس
- 11 مارس – محمد متولي ممثل مصري.

### أبريل
- 7 أبريل – يحيى الفخراني ممثل مصري.
- 25 أبريل – ماجدة عز راقصة باليه مصرية.

### مايو
- 9 مايو – جمال الغيطاني

### يونيو
- 11 يونيو – رولاند مورينو

### أغسطس
- 18 أغسطس – لينين الرملي
- 20 أغسطس – فرج فودة
- 21 أغسطس – منير فخري عبد النور

### سبتمبر
- 15 سبتمبر – منى باسيلي صحناوي

### أكتوبر
- 4 أكتوبر – شمس البارودي ممثلة مصرية معتزلة.
- 9 أكتوبر – عمر خورشيد ممثل مصري.

### نوفمبر
- 23 نوفمبر – محمد عوض تاج الدين

### ديسمبر
- 23 ديسمبر – عدلي منصور رئيس مؤقت لجمهورية مصر العربية..

## وفيات

### يونيو
- 25 يونيو – دوسي محمد (مواليد 1866) صحفي مصري.

### أغسطس
- 31 أغسطس – مكاريوس الثالث (مواليد 1872) قس مصري.

### ديسمبر
- 30 ديسمبر – رودوكاناكس (مواليد 1876)